# Desmodium psilophyllum
Desmodium psilophyllum är en ärtväxtart som beskrevs av Diederich Franz Leonhard von Schlechtendal. Desmodium psilophyllum ingår i släktet Desmodium och familjen ärtväxter. Inga underarter finns listade i Catalogue of Life.